# Gallirallus australis
Frango-d'água-weka ou frango-de-água-neozelandês (Gallirallus australis), também conhecida como weka, é uma espécie de ave terrestre da família dos ralídeos endêmica da Nova Zelândia, onde existe quatro subespécies.
Na mitologia Maori são  filhos do Deus das Florestas Tāne.